# Cristianismo primitivo
Cristianismo primitivo é uma etapa da história do cristianismo de aproximadamente três séculos (I, II, III e parte do IV), que se inicia após a Ressurreição de Jesus (33 d.C.) e termina em 325 com a celebração do Primeiro Concílio de Niceia. É tipicamente dividido em Era Apostólica e o Período Ante-Niceno (desde a Era Apostólica até Niceia). A mensagem inicial do Evangelho foi espalhada oralmente, provavelmente em aramaico. Os livros do Novo Testamento Atos dos Apóstolos e Epístola aos Gálatas registam que a primeira comunidade da igreja cristã foi centrada em Jerusalém e tinha entre seus líderes Pedro, Tiago, João, e os apóstolos.
Os primeiros cristãos, como descrito nos primeiros capítulos dos Atos dos Apóstolos, ou eram judeus ou eram gentios convertidos ao judaísmo, conhecidos pelos historiadores como judeus-cristãos. Tradicionalmente, Cornélio, o Centurião, é considerado o primeiro gentio convertido. Paulo de Tarso, depois de sua conversão ao cristianismo, reivindicou o título de Apóstolo dos Gentios. A influência de Paulo no pensamento cristão se diz ser mais significativa do que qualquer outro autor do Novo Testamento. Até ao final do século I, o cristianismo começou a ser reconhecido interna e externamente como uma religião separada do judaísmo rabínico. Como mostrado pelas numerosas citações nos livros do Novo Testamento e outros escritos cristãos do século I, os primeiros cristãos tinham como regra de fé e prática os ensinamentos da Bíblia judaica - Antigo Testamento, e em geral eles liam ou a versão grega (Septuaginta) ou a tradução aramaica (Targum), boa parte da qual está escrita em forma narrativa onde "na história bíblica Deus é o protagonista, Satanás (pessoas ou poderes malévolos) é o antagonista, e o povo de Deus são os agonistas".
Foi nesse período que o cânon do Novo Testamento foi desenvolvido, com as cartas de Paulo, os quatro evangelhos, e várias outras obras dos seguidores de Jesus que também foram reconhecidas como Escrituras Sagradas. Das cartas de Paulo, especialmente a de Romanos, os cristãos criaram uma teologia baseada na obra expiatória de Cristo e na justificação pela fé. Essa teologia objetivava explicar todo o significado e os objetivos da Lei Mosaica. A relação de Paulo de Tarso e o Judaísmo é ainda hoje objeto de debates entre os cristãos protestantes, principalmente no que se refere a alteração do dia de descanso do sábado para o domingo. Os pais da igreja desenvolveram a teologia cristã e as bases para a doutrina da Trindade.
Logo no começo, os cristãos sofreram perseguições esporádicas, porque se recusavam a adorar os deuses romanos e homenagear o imperador como um ser divino. Eles são considerados mártires. No século IV, Constantino aliou-se politicamente com o cristianismo e terminou com a perseguição aos cristãos promulgando o Édito de Milão. O que começou como um movimento religioso dentro do judaísmo do primeiro século tornou-se, até ao final deste período, a religião oficial do Império Romano. Segundo Will Durant, a Igreja cristã prevaleceu sobre Paganismo porque oferecia uma doutrina muito mais atraente e porque os líderes da igreja se dirigiam as necessidades humanas melhor do que seus rivais. O Primeiro Concílio de Niceia marca o fim desta era e o início do período dos sete primeiros concílios ecumênicos (325 - 787). Foram três os historiadores que mais nos deixaram informações sobre esse período: Lucas, Hegésipo e Eusébio.
Os primeiros cristãos se reuniam em simplicidade de espírito em casas (Atos 2:42-46) para partir o pão, oração, comunhão e doutrina.

## Primeiros anos

### Ressurreição

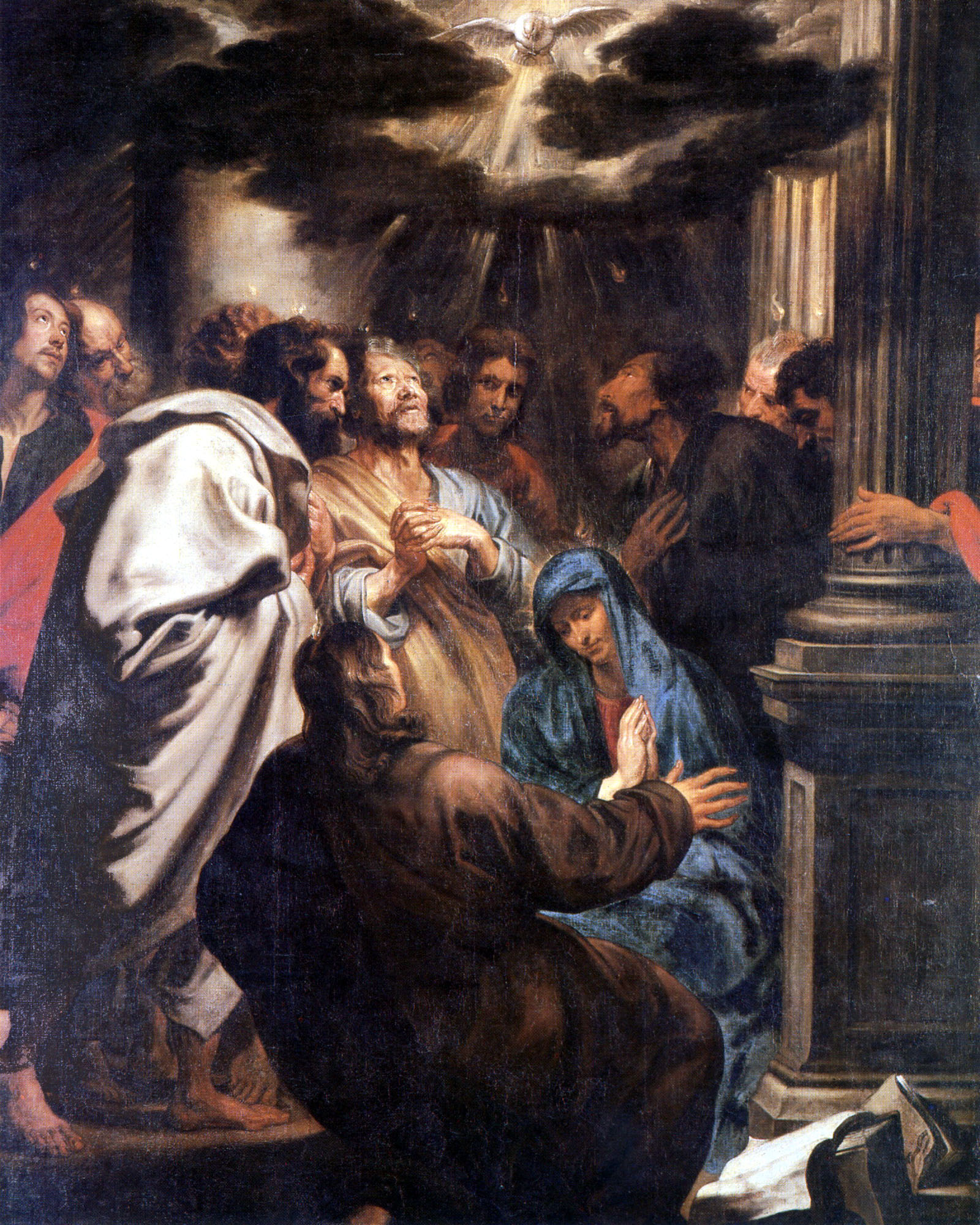
O Pentecostes, que dá início ao cristianismo primitivo.

A ressurreição de Cristo é um dos fatos de maior importância para os primeiros anos do cristianismo e, ao mesmo tempo, o mais enigmático. Todos os evangelhos falam do evento da ressurreição de Cristo e da aparição do Messias diante dos discípulos três dias após sua crucificação. De acordo com o evangelho de Lucas, Jesus teria aparecido para os seus apóstolos um pouco além de Jerusalém, em Emaús (Discípulos de Emaús). Mateus fala dum encontro de Jesus e seus discípulos ocorrido na Galileia. Em Mateus, Jesus teria aparecido para sua mãe e Maria Madalena (Mateus 28:9). Em João ele apareceu para Maria Madalena sozinha (João 20:14). Em Lucas, as mulheres não encontram Jesus (Lucas 24). Paulo, que não conheceu Jesus, fala na sua Primeira Epístola aos Coríntios de aparições a mais de quinhentas pessoas (I Coríntios 15:5–8) e não menciona o encontro do túmulo esvaziado.
Ao que parece, nem todos os apóstolos estavam de acordo em relação aos eventos, e é certo que Paulo criou uma verdadeira teologia da ressurreição a partir de reflexões muito particulares. Ainda assim, uma vez admitidos no Cânon pelo magistério oficial da Igreja, os escritos de Paulo são tidos pelos fiéis como inspirados pelo Espírito Santo, sendo portanto seus ensinamentos legítimos na fé. De toda forma, mesmo que não possamos determinar exatamente o que se passou na ressurreição, a crença no retorno de Jesus foi essencial para modelar o cristianismo primitivo.

### Os Apóstolos

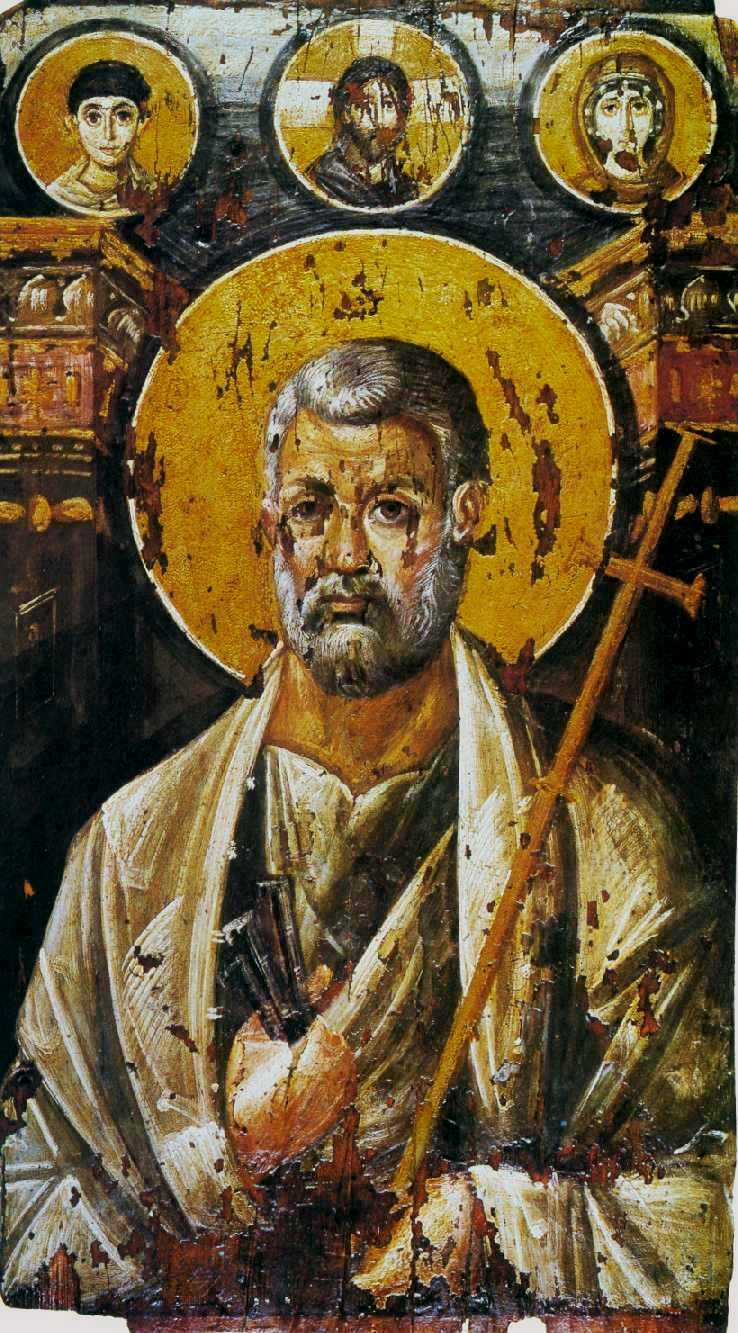
Pedro em ícone do século VI

Os apóstolos, discípulos de Jesus, acreditavam que tinham recebido a missão divina de pregar seus ensinamentos. Além disso, eles acreditavam possuir a inspiração do Espírito Santo que, de acordo com o evangelho de João, teria sido enviado por Jesus Cristo aos apóstolos. Nos Atos dos Apóstolos, contudo, livro atribuído a Lucas, os apóstolos recebem o Espírito Santo enviado diretamente por Deus após o Pentecostes.
Não existem informações suficientes nos documentos históricos sobre como funcionava a condução das primeiras comunidades cristãs. Embora um oficio correspondente ao sacerdócio posterior possa ser identificado, é difícil estabelecer como se organizava e como funcionava, por exemplo, se era ou não hierarquizado. Os apóstolos, "enviados" em grego, eram certamente os líderes proeminentes nessas comunidades. Pedro foi, sem dúvida, o apóstolo mais influente nos primeiros tempos, mas Tiago, Paulo e João também tiveram um papel importante no estabelecimento do primeiro cristianismo.

### Comunidades
De acordo com o livro dos Atos dos Apóstolos foram cerca de três mil fiéis que se reuniram em torno de Pedro após o Pentecostes. De acordo com Atos 2:43–47, todos os fiéis usufruíam de seus bens em conjunto e haviam coletivizado a posse das coisas. Os relatos não deixam dúvidas de que os primeiros cristãos se encontravam nos templos judaicos, e é provável que se reunissem para comer.
As passagens de Atos responsáveis por caracterizar os primeiros cristãos influenciaram o surgimento de diversas irmandades religiosas na Idade Média, como os franciscanos.
Em Jerusalém, as comunidades se expandiram rapidamente. O termo "igreja", que queria dizer reunião, era frequentemente empregado pelos primeiros cristãos. No começo, parece que Pedro liderou as decisões da igreja de Jerusalém. Atos nos fala da nomeação de uma comissão de sete, provavelmente os primeiros correspondentes dos posteriores presbíteros. O primeiro mártir cristão, Estêvão, morreu apedrejado, o que provavelmente culminou com a primeira dispersão dos fiéis a partir da Palestina para Damasco, Cesareia, Chipre e Antioquia. Uma perseguição levada a cabo por Herodes Agripa I (sucessor de Herodes, o Grande) por volta do ano 44 teve resultados semelhantes, contando inclusive com a dispersão dos apóstolos. Tiago, também conhecido como "Irmão do Senhor", se tornou líder da igreja em Jerusalém com a saída de Pedro, mas foi apedrejado cerca de 20 anos depois sob as ordens de Anás II, conforme nos relata Flávio Josefo. As Guerras Judaicas coroaram essa sucessão de dispersões dos cristãos pelo Império. Antioquia, capital da Síria, logo se tornou o principal foco cristão do Império.

### Crenças

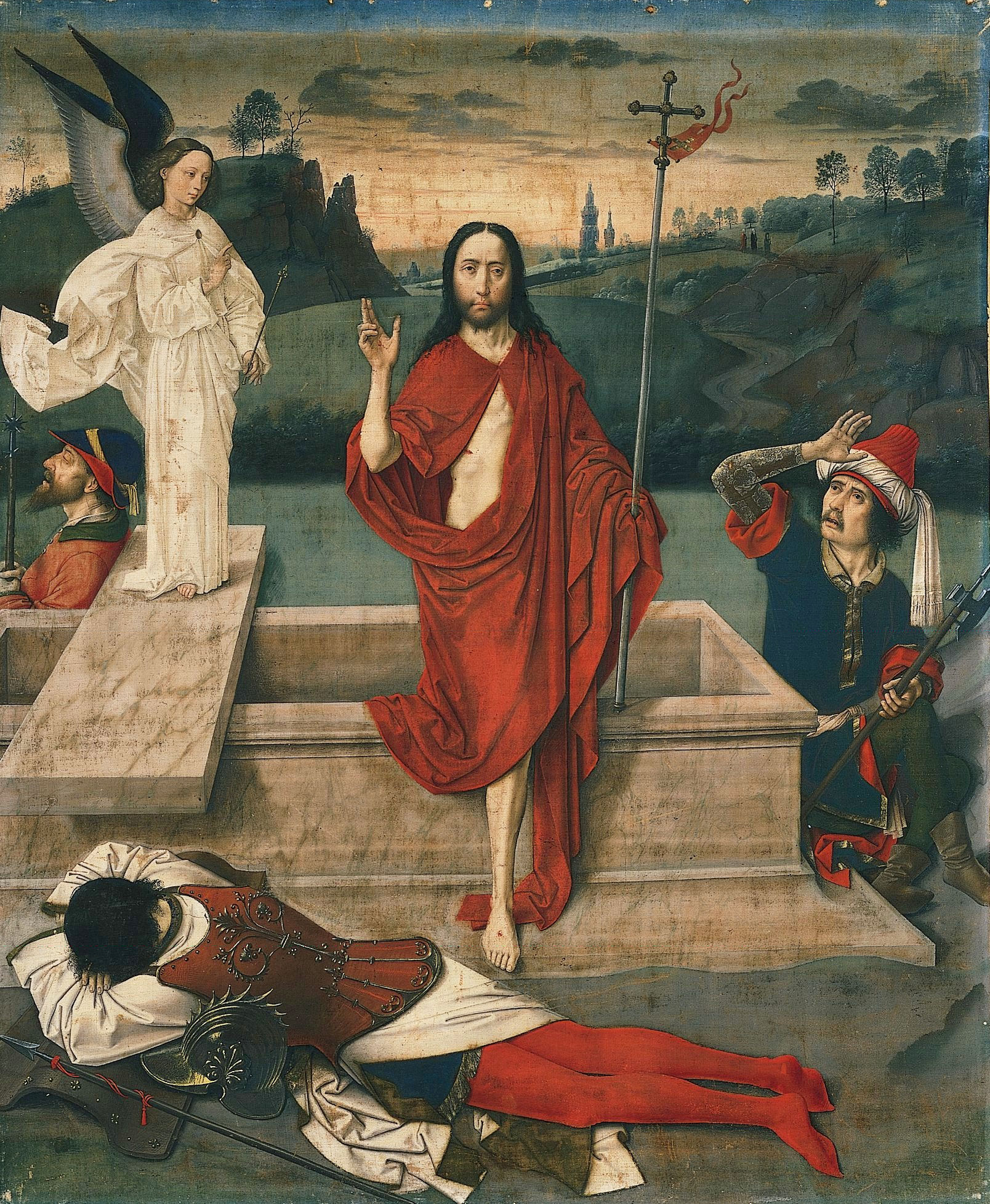
A Ressurreição de Cristo

Os primeiros cristãos acreditavam na ressurreição de Cristo e no seu retorno ainda em sua geração, de acordo com o que dizia a passagem de Marcos 13:30. Paulo, por exemplo, acreditava que o retorno de Jesus Cristo aconteceria ainda durante sua vida, como indica uma passagem em I Tessalonicenses 4:16–18.
Para os cristãos, Jesus era o Messias (por isso o chamam de Cristo). É importante lembrar que o cristianismo nasce primeiro como uma heresia dentro do judaísmo e seu desenvolvimento é inegavelmente ligado a ele: a crença no messias existia já na religião judaica e os livros proféticos como Isaías (e mesmo outros não proféticos, como Salmos) das Escrituras Sagradas foram associados ao advento de Cristo. Nesse sentido, os cristãos se viam como uma Israel renovada, e não abdicavam da promessa que Deus havia feito (Romanos 9:6–8) aos hebreus no Antigo Testamento.

### Rituais
Dois rituais foram praticados com frequência pelos primeiros cristãos: o batismo e a eucaristia. As raízes do batismo podem ser encontradas na história de João Batista (João 3:22) e também em outras passagens evangélicas (Mateus 28:19). A Eucaristia, por sua vez, é uma repetição do ato realizado na Última Ceia, mencionada nos evangelhos de Mateus, Marcos e Lucas.

## Debates e noções teológicas
As primeiras discordâncias entre os cristãos diziam respeito à questão dos cristãos hebreus e os cristãos helenistas. Com efeito, uma questão que se coloca após a morte de Cristo é se o gentio poderia ser diretamente convertido ao cristianismo ou se deveria antes se tornar judeu. Como sabemos pelos livros de Atos e pelas cartas de Paulo, além das fontes romanas, o cristianismo estava se difundindo rapidamente pelo território do Império Romano, o que significava que grandes somas de não cristãos estavam sendo convertidos nessa época. Por essa razão, o tema era de extrema importância para o proselitismo cristão. Ora, Pedro diz em Atos que Deus lhe havia demonstrado que o profano poderia se tornar sagrado e afirmou que a verdade poderia ser revelada aos romanos não judeus. Esse debate culminou com o Concílio de Jerusalém (c. 40), do qual participaram Paulo, Tiago, o Justo e Pedro, no qual se decidiu que os gentios não deveriam ser convertidos ao judaísmo antes de se tornarem cristãos. No entanto, nos escapa a verdadeira dimensão desse debate: a posição de Tiago, que parecia ser pró-judaísmo, ia radicalmente contra a de Paulo, que defendia a conversão direta do gentio. Paulo reserva grande parte de sua carta aos gálatas para discutir essa questão. Relatos parecem demonstrar que Pedro sofreu influência de Tiago, adotando mais tarde uma posição pró-judaísmo (vide Incidente em Antioquia).

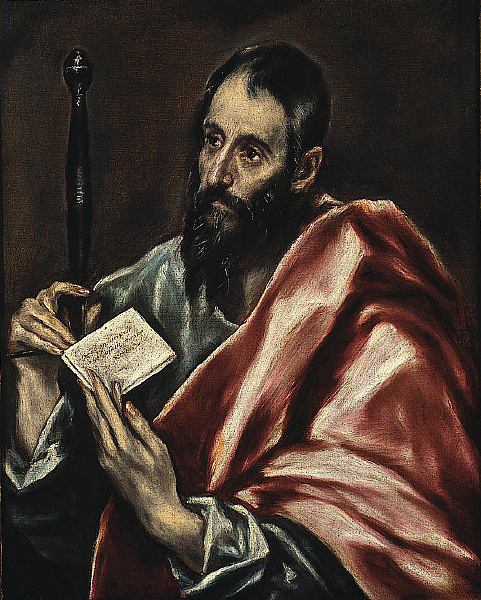
imagem de São Paulo por El Greco

Quanto a Paulo, seus textos constituem grande parte o Novo Testamento, sendo a Carta aos Cristãos Romanos (à Igreja de Cristo em Roma), uma espécie de Evangelho de Paulo. Paulo tinha formação teológica Judaica, seus ensinamentos contêm forte influência dessa formação. Paulo tinha preocupações distintas dos demais Apóstolos, porém não distante do que Cristo mesmo pregava. Paulo, enquanto missionário fundador de comunidades cristãs em grande parte da Ásia Menor, apregoava um evangelho que podia ser compreendido por povos até então politeístas. É importante ressaltar que alguns dos temas preconizados por Paulo não foram abordados nos evangelhos, isso em virtude de temas mais específicos surgirem a medida que novos convertidos se juntavam a igreja, com suas peculiaridades e culturas, uma vez que os evangelhos contam a história de Cristo e seu tempo, e ainda no âmbito do povo judeu, Paulo trata de temas pontuais, com povos estranhos à cultura judaica dos evangelhos, não tendo, portanto, qualquer contrariedade entre os ensinos Paulinos e os apóstolos.
As cartas de Paulo, os escritos cristãos, cujas datas dão mostras de ser as mais antigas, também falam da necessidade de se demonstrar fé (Romanos 3:25–28) para receber a graça de Deus (Romanos 9:10–24). Para explicar a ecclesia, Paulo se vale de uma alegoria segundo a qual a igreja é o corpo de Cristo, cada comunidade compondo uma parte deste corpo (Efésios 1:22–23; Colossenses 1:18). Paulo acreditava no julgamento final (II Coríntios 5:10) e na sujeição de tudo ao Deus criador (I Coríntios 15:20–28).
Em relação à natureza do Filho, Paulo associava Cristo à sabedoria e à inteligência divinas. Paulo, combateu os chamados Gnósticos, do primeiro Século, que se infiltravam nas  comunidades cristãs, disseminando suas doutrinas, falando de conhecimento, inteligência e sabedoria. Por este motivo, Paulo ensinou aos primeiros Cristãos sobre o perigo destas doutrinas, ensinando ainda que se alimentassem das verdades de Cristo, nesta noção, sabedoria e inteligência de Deus. (I Coríntios 2:10–11). O universo era centrado nele, uma vez que tudo havia sido criado por ele e por meio dele (Colossenses 1:16)

### Evangelhos e Cristo
O evangelho de Marcos parece ter sido escrito entre 75 e 80 na cidade de Roma. Lucas e Mateus foram escritos provavelmente por volta da década de 90 na Síria, em Roma ou em Antioquia. O evangelho de João foi escrito já no começo do século II, possivelmente em Éfeso. Todos foram baseados na tradição oral daqueles que presenciaram os fatos narrados, ou que ouviram de quem haviam sido testemunhas oculares dos fatos, nos casos de Marcos e Lucas. Os Evangelhos têm diferenças estéticas de escritas, por se dirigirem a grupos étnicos e culturais distintos, porém com precisa semelhança contextual e histórica. Mateus narra os acontecimentos a pessoas de língua Hebraica (ou Aramaica). Marcos para Judeus de Língua Grega. Lucas narra para pessoas cultas e distintas. E por fim, João narra estes acontecimentos aos Gentios, pessoas que não compreendiam nem tinham noção da cultura e religião judaica.

### Docetismo
No evangelho de João encontra-se uma passagem que tem sido interpretada muitas vezes como base da teoria da Encarnação de Jesus (João 1 1:14). Essa era a teoria segundo a qual Jesus Cristo não teria sido simplesmente um ser humano, mas metafisicamente ligado a Deus. É provável que alguns dos primeiros cristãos tivessem radicalizado essa visão, a ponto de considerar Cristo como unicamente divino (partilhando apenas a substância divina) e com uma aparência humana. Essa crença foi chamada de docetismo. Um famoso docetista do século II foi Valentino.

## Difusão e entrada no Império Romano

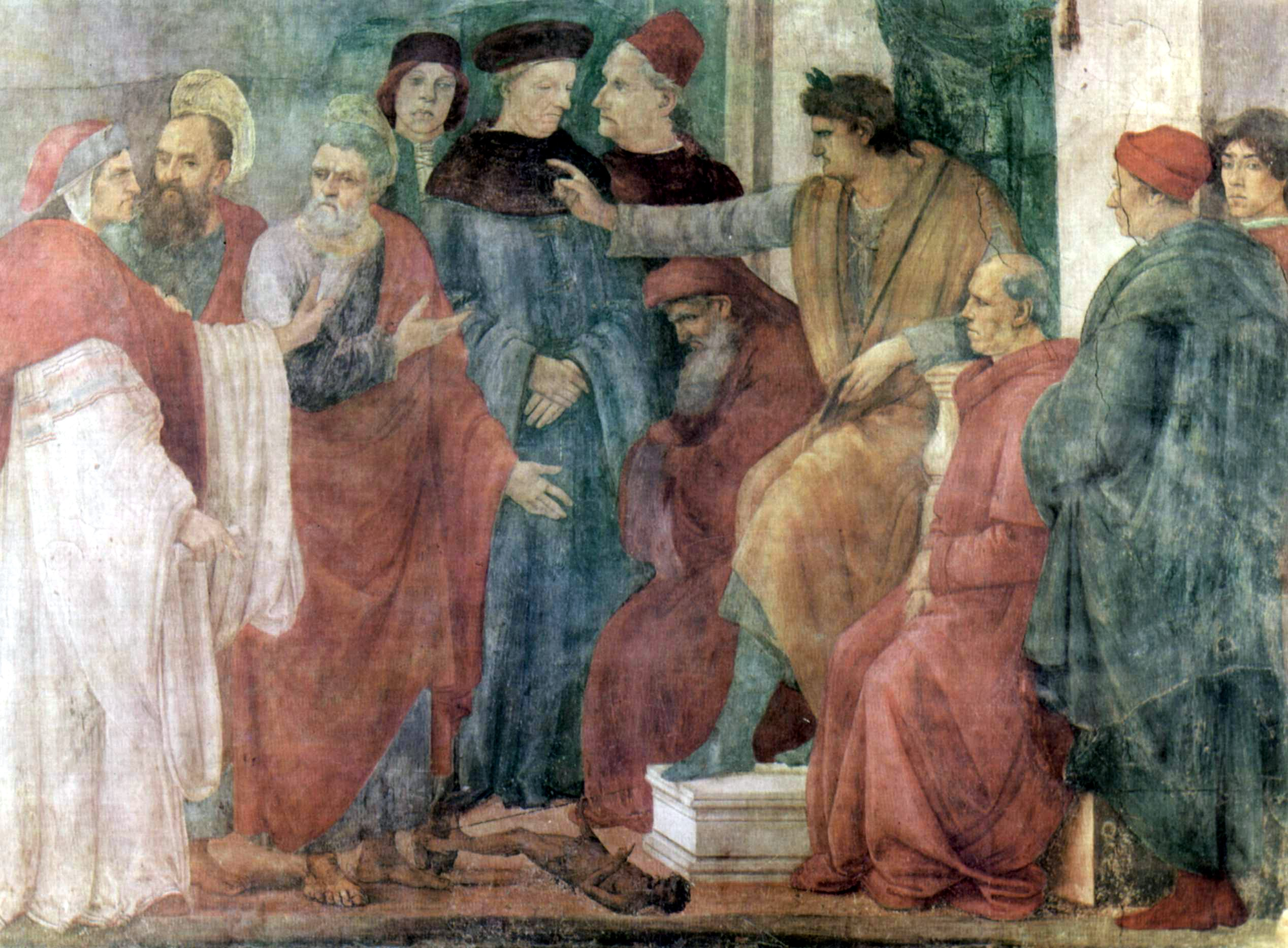
Pedro e Paulo confrontam Simão Mago diante de Nero em afresco florentino

Paulo realizou diversas incursões em Roma, onde no ano 50 já existia uma importante comunidade religiosa cristã. Em outras partes do Império Romano o cristianismo se tornava cada vez mais popular.[carece de fontes?]
O cristianismo passou a se diferenciar marcadamente do judaísmo quando, por volta do ano de 90, surgiu o judaísmo rabínico após a destruição do Segundo Templo.
O termo "religião das catacumbas" foi utilizado para caracterizar a perseguição dos cristãos durante os impérios de Nero, Tito, Domiciano, etc. Pedro e Paulo provavelmente morreram durante as primeiras perseguições, mas pouco se sabe sobre isso (veja Papado (Cristianismo primitivo)). Durante essa época, símbolos cristãos foram desenvolvidos para comunicar secretamente as questões da fé. As conversões eram realizadas nas cidades, e o termo pagão, derivado do latim paganus ("camponês"), é provavelmente derivado do fato de que a maior parte dos não convertidos durante o auge da difusão cristã eram os camponeses.
Com o crescimento das comunidades cristãs em Roma cresce também o número de críticos. Um filósofo chamado Celso escreveu um livro chamado "A doutrina verdadeira" no qual criticava as práticas cristãs e Jesus Cristo. Os intelectuais cristãos no império, como Clemente de Alexandria (ca. 150 - ca. 215) e Justino Mártir, além de Orígenes (ca. 185 - ca. 254), rebateram as críticas pagãs e desenvolveram a teologia cristã. As piores perseguições aos líderes cristãos ocorreram no século II e III (entre 303 e 305), sendo que as últimas foram conduzidas por Diocleciano (veja Perseguições de Diocleciano) e Galério.

### Catecumenato
No Império Romano surgiram os catecúmenos (em grego, ensinamento oral), que recebiam o conhecimento cristão transmitido oralmente de geração em geração. Havia exigências para que um gentio pudesse ser batizado, como o jejum e a oração. O catecumenato só era aberto àqueles que não tinham profissões incompatíveis com a nova fé, como os comandantes militares, prostitutas e adivinhos. Havia manuscritos para o ensinamento de catecúmenos, que se baseavam em perguntas sobre a fé e orações. Era comum que o batismo fosse retardado. Essa prática tinha por base, possivelmente, os ensinamentos de Paulo (Romanos 6:3). Acreditava-se que a falta após o batismo não era perdoada, o que fazia com que todos preferissem se batizar já no fim da vida, visando se redimir dos pecados.

### Sacerdotes e ritos

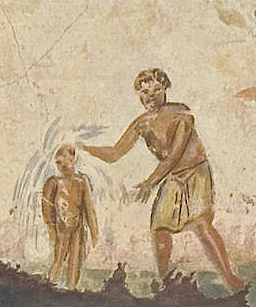
Batismo em imagem cristã primitiva

Não se sabe exatamente como eram ordenados os sacerdotes nos primeiros séculos cristãos dentro do Império Romano. No Novo Testamento ouvimos falar de "bispos" e "presbíteros", cuja tradução literal não esclarece muita coisa e cujas funções permanecem enigmáticas. Alguns Pais da Igreja, contudo, nos esclareceram o que entendiam pelo papel do bispo. O Didaquê, documento anônimo do século II, diz que o bispo era um sucessor dos apóstolos e líder da Igreja em cada cidade. O bispo também podia ministrar a eucaristia e o batismo, assim como os padres, com o requisito de que este poder lhes tivesse sido delegado pelo bispo. Inácio de Antioquia pensava na Igreja de acordo com as cidades nas quais havia comunidades, sendo que cada cidade deveria ter um bispo como líder proeminente.
No ano 321, o imperador Constantino promulga uma lei ordenando que todos descansem no dia do sol domingo, dia da semana que substituiu o sábado como dia santo apoiado na razão da ressurreição de Cristo. Esse dia era guardado por todos os cristãos. A eucaristia era celebrada no domingo, e nas quartas e sextas-feiras os cristãos deveriam jejuar. Leituras, orações e penitências eram realizadas como parte das celebrações litúrgicas.
Nessa época, os cristãos passaram a utilizar códigos para expressar mensagens de fé, como o peixe (em grego ikhtos), a pomba (Espírito Santo) e a fênix (ressurreição). Os enterramentos eram realizados em catacumbas, pois os cristãos preferiam os enterramentos à cremação, uma vez que acreditavam na ressurreição dos mortos.

### Sexualidade
A atitude dos Pais da Igreja em relação às mulheres é similar às regras da lei judaica em relação ao papel das mulheres no culto, embora a igreja primitiva permitisse a participação das mulheres no culto — o que não era permitido na sinagoga (onde as mulheres ficavam restritas a uma área externa). A Primeira Epístola a Timóteo ensina que as mulheres devem permanecer em silêncio durante o culto público e não deveriam instruir os homens ou assumir autoridade sobre eles (veja Não permito à mulher).
O Novo Testamento contém vários exemplos de mulheres líderes, incluindo a diaconisa Febe (Romanos 16:1–2), Priscila, missionária e mulher de Áquila (Romanos 16:3–5) e Lídia, responsável por uma casa-igreja na cidade de Tiatira (Atos 16:14-Atos 15:40). Embora não tenham sido nunca ordenadas essas mulheres eram muito influentes e são ainda hoje veneradas. A imagem de Maria, mãe de Jesus, foi tida sempre como a mulher ideal.
O mundo cristão, ao contrário do romano, era extremamente austero. Acreditava-se que o cristão deveria ter um coração "simples" em oposição ao coração "duplo". Isso quer dizer que o coração cristão deveria estar voltado apenas à comunidade e a Deus, sem espaço para os amores privados, cuja manifestação maior era o sexo. Por estas razões, o sexo era desencorajado entre os primeiros cristãos, embora não fosse proibido, desde que realizado para a reprodução. Apenas a monogamia era aceita. Os sacerdotes não eram, igualmente, proibidos de manter relações amorosas ou de casar, mas o comportamento do cristão exemplar evitava o coração duplo.

### Mártires
Sabemos que Estêvão foi o primeiro de uma série de mártires cristãos. As perseguições aos cristãos levadas a cabo por líderes romanos foram essenciais para estabelecer no Cristianismo a tradição do culto aos mártires. Os cristãos perseguidos, torturados e mortos pelos romanos por terem professado a fé de Cristo eram respeitados como figuras sagradas. No século II, essa prática era extremamente popular, e era comum que se comemorasse o dia de morte de um mártir. Durante os primeiros anos do cristianismo se popularizaram as noções de santidade e as relíquia dos mártires. Em outras palavras, os mártires eram tidos como santos, que de acordo com o pai da igreja São Jerônimo "não calam quando mortos", mas "apenas dormem", e das partes de seus corpos se faziam relíquias, às quais eram creditados poderes mágicos. Os relatos das vidas e mortes de santos parecem ter começado nessa época, conhecidos por hagiografias.

### Helenismoe Cristianismo

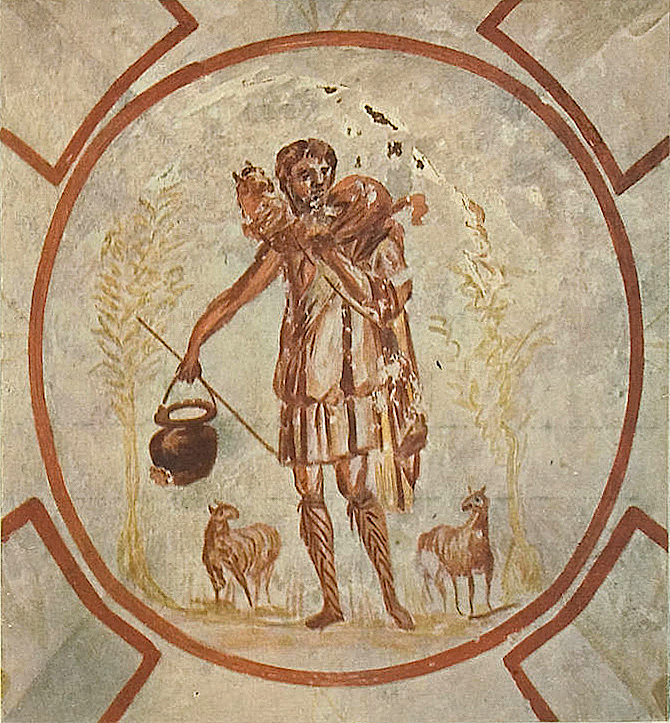
Arquétipo cristão do Bom Pastor

O mundo romano influenciou as ideias cristãs de várias maneiras. Em primeiro lugar, o neoplatonismo, ideia de que os elementos do mundo material seriam hierarquicamente inferiores aos do mundo espiritual, se integrou perfeitamente à filosofia cristã. O estoicismo foi outra filosofia (muitas vezes funcionando como religião) que influenciou o pensamento cristão. Os estoicos eram austeros, e acreditavam na virtude e na moral como elementos essenciais na vida. Suas crenças se fundam na indiferença e afastamento das coisas mundanas.

### Pensamento teológico

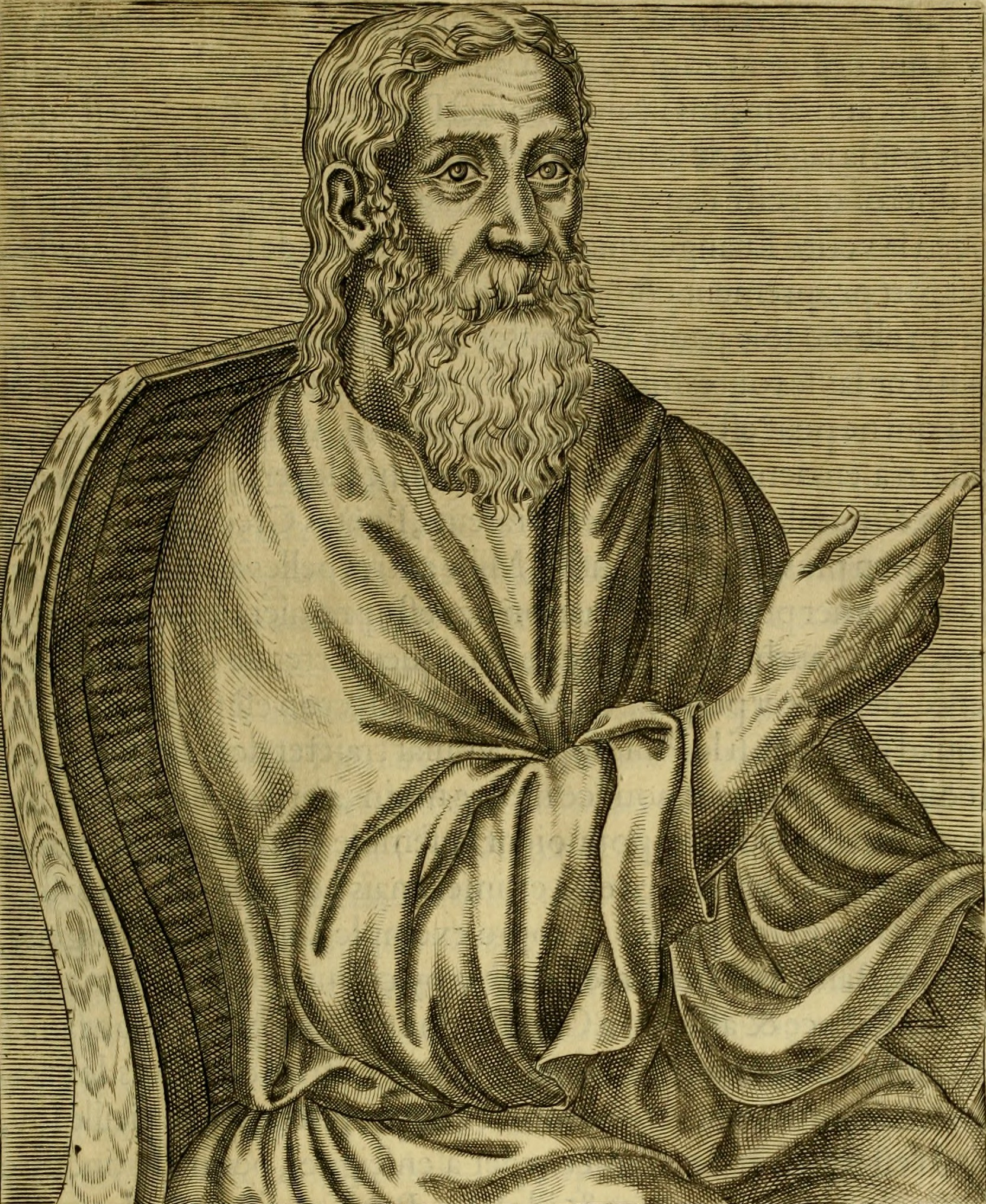
Clemente de Alexandria, importante "padre da igreja"

Os Pais da Igreja foram importantes para fundar as bases do pensamento teológico cristão. Suas filosofias foram influenciadas pela filosofia e pelas religiões helenísticas.
Justino, um importante fundador da teologia cristã helenística, argumentava sobre as questões religiosas com base no Logos, uma espécie de princípio ordenador do mundo já existente entre os estoicos. De acordo com Justino "Aprendemos que Cristo é o primogênito de Deus e que é o Logos, do qual participa todo o gênero humano" (Justino - Apol. Prima, 46).
Inácio de Antioquia foi o primeiro a se valer da glossolalia. Em oposição aos docetistas, ele desenvolveu a ideia de que Cristo teria tido uma dimensão humana e outra divina. O Novo Testamento nunca explicitou qual seria a substância de Cristo, e parece que os primeiros cristãos preferiram se afastar desse tema, embora tenham sugerido inúmeras vezes a ligação íntima entre o messias e Deus. Inácio estava convencido, contudo, que Cristo partilhava da substância divina, ideia que posteriormente ajudaria a construir a noção de Trindade. Como escreveu Inácio, Cristo seria "Deus e Homem, em uma só essência".
Orígenes conciliava a ideia de Logos e a revelação cristã. Para ele, as Escrituras Sagradas continham o caminho para a iluminação, mas não eram facilmente interpretadas e não podiam ser compreendidas em sentido literal. Para Orígenes, aqueles que tentavam interpretar as escrituras de forma literal eram ignorantes, uma vez que o próprio Jesus apenas havia iluminado seus últimos discípulos na subida à colina (Marcos 9). As escrituras eram limitadas por sua realidade histórica.
Clemente de Alexandria defendia a repartição dos bens entre os homens:
| “ | Deus criou o gênero humano para a comunicação e a comunhão de uns com os outros, como ele, que começou a repartir do seu e a todos os homens proveu seu Logos comum, e tudo fez por todos. Logo tudo é comum, e não pretendam os ricos ter mais que os outros. | ” |
|   | — Da homilia Quis dives salvetur? ("Que rico se salvará?"), baseada em Marcos 10:17-31, Clemente de Alexandria. |   |

.
Irineu defendeu a importância do mundo material, a humanidade de Cristo e a continuidade do cristianismo no judaísmo histórico. Também dizia que a igreja de Roma havia sido fundada por Paulo e Pedro, e portanto tinha autoridade primária.

### Ortodoxia
Consideraremos a voz da ortodoxia cristã a partir de três dos mais importantes e influentes pais da igreja dos primeiros séculos do Cristianismo: Irineu de Lyon, Cipriano de Cartago e Tertuliano.
Irineu foi um dos líderes eclesiásticos mais importantes no século II. Bispo de Lyon, Irineu publicou uma obra chamada Contra as Heresias, na qual criticava o ebionismo, o montanismo e o gnosticismo. Irineu acreditava que o homem carregava o pecado original de Adão, mas que este havia sido perdoado na ressurreição de Cristo. De acordo com o teólogo, Cristo havia restaurado a condição humana de semelhança em relação ao criador. Da mesma forma, Maria havia restaurado a condição feminina ideal, uma vez que Eva tinha caído em tentação. Assim como Paulo, Irineu acreditava no breve retorno de Cristo. Até lá, o homem deveria manter a obediência à moral cristã, uma vez que fora a desobediência responsável por sua queda.
Tertuliano foi estudante de Direito e conhecedor de filosofia, letras e história. Ele afirmava o cristianismo como uma nova lei, sob a qual se colocava o fiel após o batismo. O batismo, segundo ele, redimia os pecados anteriores do cristão. Na visão de Tertuliano, a Igreja é a única responsável por interpretar as Escrituras, conduzir a comunidade e decidir sobre assuntos de fé (teológicos). Tertuliano também acreditava que o homem deveria punir a si mesmo se quisesse buscar sua salvação pela graça.
Em relação à natureza do Filho, Tertuliano assumiu uma concepção que se tornaria a oficial, segundo a qual "Todos [Pai, Filho e Espírito Santo] são um, por unidade de substância, embora ainda esteja oculto o mistério da dispensação que distribui a unidade numa Trindade, colocando em sua ordem os três, Pai, Filho e Espírito Santo; três, contudo,… não em substância, mas em forma, não em poder, mas em aparência, pois eles são de uma só substância e de uma só essência e de um poder só, já que é de um só Deus que esses graus e formas e aspectos são reconhecidos com o nome de Pai, Filho e Espírito Santo" (Contra Práxeas). Desta forma, Jesus era caracterizado como tendo uma dupla natureza, humana e divina, e o Filho, assim como o Espírito Santo, como emanações da divindade maior, o Deus Pai.

A retórica de Cipriano de Cartago foi essencial para a organização da Igreja antiga. Ele acreditava na unidade da Igreja, assim como Deus era uno. Essa ideia seria transferida à Idade Média, cujos teólogos e pensadores políticos defenderiam a unidade de um poder temporal (Império Universal) e a unidade de um poder espiritual (Igreja Universal ou, como se dizia em grego, Católica), sempre em analogia à unidade de Deus. Cipriano admite que os bispos fazem a unidade da igreja, e que são responsáveis por conduzi-la. Dizia que Roma era a igreja principal, vinculada às missões de Pedro, que era tido como o modelo de bispo. Embora apontasse o aspecto principal da Sé Romana, Cipriano não chegou a desenvolver uma teoria sobre a autoridade de Roma sobre as outras sedes apostólicas, que só se consolidaria séculos depois.

#### Heresias
É difícil estabelecer o que seriam as heresias nessa época. Tertuliano e Irineu, que representavam a voz da "ortodoxia" em formação, criticavam noções presentes no gnosticismo, uma heresia surgida nos primeiros séculos do cristianismo. Influenciados pelo zoroastrismo e o platonismo, os gnósticos defendiam a supremacia absoluta do mundo espiritual em relação ao material e a existência de um Deus mau (Demiurgo) responsável por todas as coisas ruins do mundo. Além disso, dividiam o mundo espiritual em vários estágios controlados por muitas deidades menores (arcontes). Outras heresias, como o ebionismo, defendiam que apenas os judeus poderiam se tornar cristãos, e que o cristianismo existia como parte do Judaísmo. Marcião, um teólogo antigo, defendia que o Deus do Antigo Testamento era cruel, ao contrário do Deus do Novo Testamento.

##### Montanismo
Montanismo era o nome pejorativo atribuído a um movimento religioso surgido a partir do Cristianismo na Ásia Menor. Montano, o fundador do movimento, era um cristão que pensava ter recebido uma missão divina por revelação poucos anos após a pregação de Cristo. Segundo sua revelação, Montano seria o sucessor apostólico autêntico responsável por conduzir as comunidades cristãs após Cristo. Os montanistas não acreditavam no perdão dos pecados após o batismo e eram muito mais severos que os cristãos comuns.

#### Bíblia

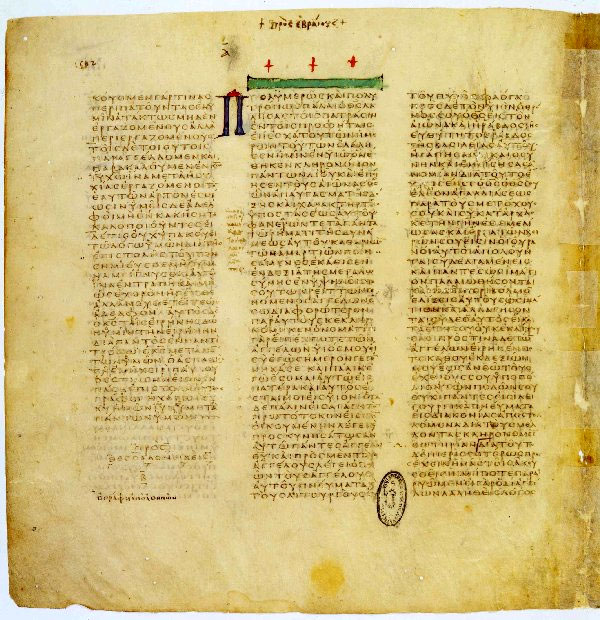
Códice Vaticano

O Novo Testamento como conhecemos hoje foi estabelecido apenas no século IV. Isso não quer dizer que os pais da igreja não utilizassem manuscritos antigos dos evangelhos e as cartas de Paulo para dar base às suas teorias. Apesar de alguns estudiosos apontarem Irineu como o responsável por atribuir a autoria dos quatro evangelhos canônicos, é inegável, que o cristianismo primitivo sempre aceitou tais evangelhos como escritos pelos seus próprios autores tradicionais, visto conhecê-los. Ao contrário do que ocorreu com os evangelhos apócrifos, os quais foram escritos de forma anônima a parti do século II. Apesar disso, as atribuições de Irineu, sejam elas apenas confirmatórias ou não, são admitidas até os dias de hoje. As cartas de Paulo eram utilizadas entre os primeiros teólogos, assim como as cartas de Clemente I, de Barnabé, Pedro, João e o Pastor de Hermas. Atanásio de Alexandria foi o primeiro a escrever a relação dos 27 livros canônicos do Novo Testamento, excluindo alguns dos documentos que eram utilizados nas igrejas antigas. O Concílio de Hipona aprovou essa relação.
O Antigo Testamento foi adotado a partir de uma tradução para o grego de escrituras hebraicas antigas chamada de Septuaginta. Entre os judeus, a Septuaginta era tida como uma tradução não muito segura. O cânon judeu estabelecido pelo Concílio de Jamnia não correspondia aos livros da Septuaginta, que tinha livros a mais (veja Tanaque). Os papas Dâmaso I e Inocêncio I determinaram que esses livros extras seriam definitivamente associados ao Antigo Testamento no século V. Mas é importante notar que profecias como a de Malaquias 4:5–6, com a qual termina o Antigo Testamento cristão, por exemplo, não constituem o Antigo testamento hebraico, que terminaria em II Crônicas 36:23.
No século IV houve muita controvérsia em relação à autoria do livro do Apocalipse. Como, a princípio, ele tinha sido creditado a João, muitos o incluíram no conjunto do Novo Testamento, mas Dionísio o Grande, ao comparar o livro com o evangelho de João, chegou à conclusão de que a origem do livro não era verídica (conclusão da qual partilham muitos críticos contemporâneos da bíblia).

Os manuscritos mais antigos do Novo Testamento que chegaram até nós foram o Códice Sinaítico e o Códice Vaticano, que datam dos séculos IV e V.

## Mariologia Primitiva

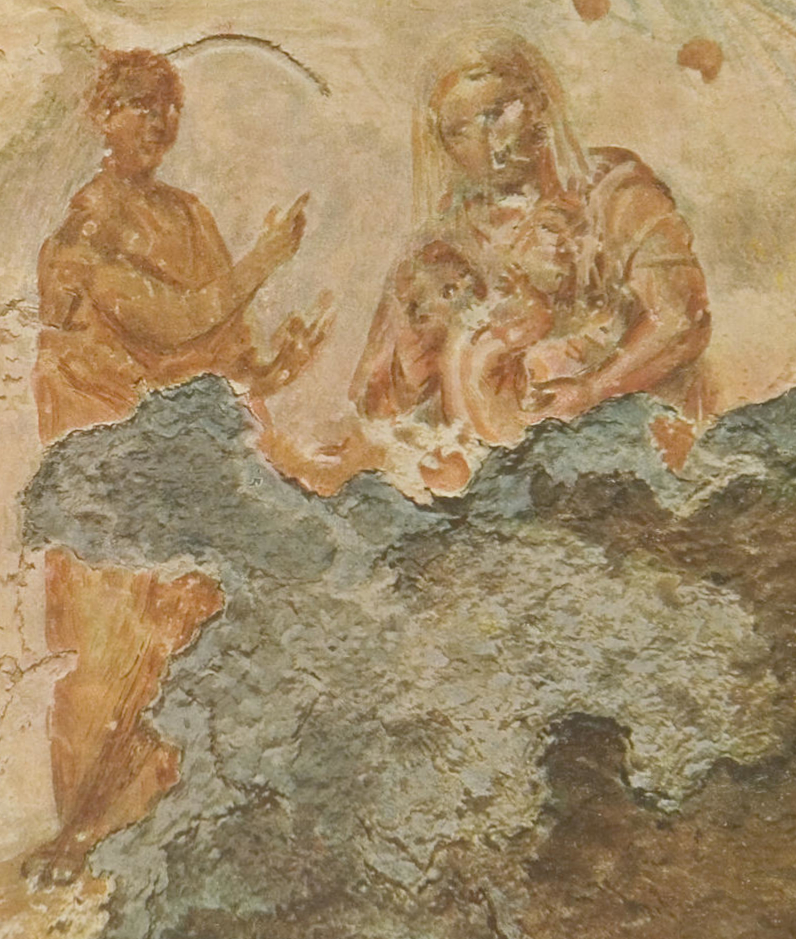
Imagem de Maria com Jesus e um dos profetas, presente nas Catacumbas de Santa Priscila em Roma, datada entre o século II e III

A primeira oração Mariana que temos é datada por volta de 250 até o final do século III e é chamada "Sub Tuum Presidium", uma prova clara do culto à Maria pré-Niceia. E Ainda no século II vemos um grande desenvolvimento de Mariologia. Inácio de Antioquia descreve a "estirpe de Jesus, Se referindo diretamente a Maria. "Depois vem [no mesmo século] Aristides de Atenas fala que Jesus foi gerado de uma mulher santa, Sem germe nem corrupção. Justino de Roma e Irineu de Lião professam que Maria é a "Nova Eva", as catacumbas pintam imagens de Maria com Cristo (a mais famosa é a imagem presente na catacumba de Santa Priscila, em Roma), e é escrito inclusive um "evangelho" (considerado apócrifo) relatando sobre sua natividade e vida antes do nascimento de Cristo (O nome deste evangelho apócrifo é Protoevangelho de Tiago). Esse apócrifo considerava Maria como a "Predileta de Deus" (cf. Protoevangelho de Tiago, XIII,2) e aceitava sua perpétua virgindade.
Irineu aborda Maria com uma perspectiva maior: Enquanto Eva tornou-se a causa da morte da humanidade, Maria tornou-se a "causa salutis" ("causa da salvação") de si e de toda a humanidade, ressaltando seu papel Co-Redentora. A mariologia de Irineu é extraordinária: Irineu acreditava que o "Novo nascimento" do cristão ocorria no ventre da Virgem Maria, e que seu ventre puro "regenera os homens em Deus"; Além disso, Irineu acreditava que Maria portou a Deus (cf. Irineu de Lião, Contra as Heresias, 5,9,1), ressaltando sua maternidade divina. Ao afirmar que o Diabo não teria sido vencido completamente se Jesus não tivesse nascido de Mulher, aborda Gênesis 3,15 com uma perspectiva de Maria (a mulher da carta aos Gálatas) e Cristo como a Mulher e sua descendência. No século IV também, na refutação de São Jerônimo à Helvídio, Jerônimo cita Irineu como um dos ilustres homens que "expuseram as mesmas explicações" dele com hereges do tempo (Ebião, Teódoto de Bizâncio e Valentino) confirmando a virgindade perpétua de Maria, embora em nenhuma de suas obras conservadas possamos encontrar essa apologia.
Hipólito de Roma, no século III, chamada Maria de “Santa” (Hipólito de Roma, Contra Noto, 17; PG 10:825). Para ele, Maria e o Espírito Santo são a “madeira incorruptível”; que formou o corpo de Jesus; a “arca de madeira incorruptível”: “A arca, que foi feita de madeira incorruptível (cf. Êx 25:10) era o Salvador. A arca simbolizava o tabernáculo de seu corpo, que era imune à decadência e não gerou nenhuma corrupção pecaminosa ... O Senhor não tinha pecado, porque em sua humanidade Ele foi formado a partir da madeira incorruptível, ou seja, da Virgem e do Espírito Santo, forrada dentro e fora como com o ouro mais puro da Palavra de Deus.” (Hipólito, no Salmo 22, citado por Teodoreto, Dialogo 1; PG 10:610, 864-5).
Cipriano de Cartago interpretará Maria como a Mulher de Gênesis 3,15; já que vê nela a mesma "Virgem" de Isaías 7,14. Também, segundo Gregório de Níssa no século IV, que escreveu sobre a vida de São Gregório Neocesareia (Taumaturgo), afirma que este santo que viveu no século III, teve uma visão da Virgem Maria com João Batista. Orígenes no século III também enche de louvores Maria, afirmando sua virgindade após o parto, Segundo o historiador Sozomeno, Orígenes aplicou o título Teótoco (Mãe de Deus) à Maria (Hist. Eccl. 7,32) e no seu Comentário sobre o Evangelho de João, escreveu: "Ninguém pode compreender o Evangelho se não reclinou sua cabeça sobre o peito de Jesus e não recebeu dele Maria como mãe" (In Ioh. 1,6);  Por fim, Orígenes põe na boca de Isabel as palavras “Tu, minha Senhora” (Hom. ins. Lucam, hom. VII;  PG 13,1902 D) à Maria. Isso tudo evidencia um grande amor e veneração a figura de Maria, mesmo antes de Niceia.

## A Conversão de Constantino

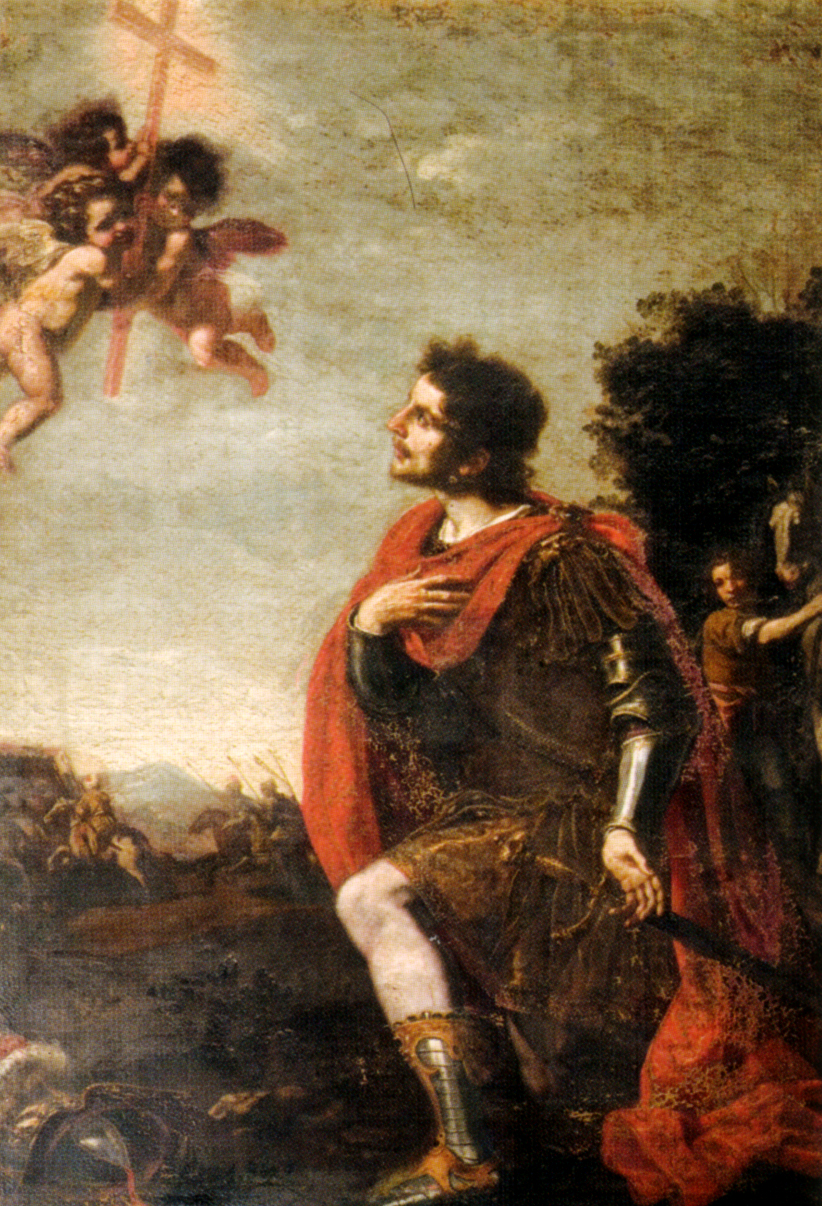
Aparição da Cruz a Constantino

Um dos fatos mais importantes da História do Cristianismo foi a conversão do Imperador Constantino no século IV ao cristianismo, e as implicações dessa conversão para o futuro do Império. Eusébio de Cesareia, biógrafo do imperador, nos legou uma história de sua vida, na qual afirmava que Constantino teria visto uma manifestação sagrada pouco antes de sua Batalha da Ponte Mílvia em 312 contra seu rival Magêncio. Esse fato, aliado à vitória contra Licínio, fez com que o César se convertesse à fé cristã.
É inegável que a conversão de Constantino é um evento inesperado e de difícil explicação. Embora o cristianismo tenha se difundido imensamente em seus primeiros anos, ele não representava nenhuma porção significante do Império e, em Roma, pode-se dizer que havia cerca de apenas 30 mil cristãos. Além disso, Constantino não veio da parte Oriental do Império, onde o cristianismo tinha mais força.
Todos esses fatores apontam para uma conversão de Constantino profundamente arraigada no elemento religioso. O sentimento de que era ajudado pelo Senhor Jesus Cristo certamente fez com que Constantino abdicasse do paganismo para aceitar a nova religião cristã. Alguns autores preferem pensar em Constantino como um brilhante maquinador político, que teria assumido a fé cristã tendo por fito proezas políticas. Não obstante, como foi dito, o cristianismo era pouco influente e o mais provável é que tivesse trazido grandes problemas para o imperador, ao contrário de benefícios de ordem administrativa. A fé de Constantino é atestada por medidas como a proibição  dos sacrifícios aos deuses nas cerimônias oficiais (330), a inscrição do nome do Cristo nos escudos dos soldados, a inscrição de símbolos cristãos nas moedas imperiais, a proibição de que suas imagens fossem mantidas em templos pagãos e a sua interferência nas querelas das igrejas, com o Primeiro Concílio de Niceia (25 de julho de 325).

### Édito de Milão
O Édito de Milão foi uma lei promulgada pelo imperador Constantino, em fevereiro de 313, que garantia a liberdade de crença. Esse Édito garantia que todos os súditos do império teriam o direito de professar suas fés livremente mas, na prática, o imperador perseguiu muitas práticas religiosas não cristãs e não ortodoxas, como o judaísmo, o arianismo e até mesmo práticas pagãs. A sua promulgação está, indubitavelmente, associada à vitória do imperador sobre Magêncio no ano anterior.

### Concílio de Niceia

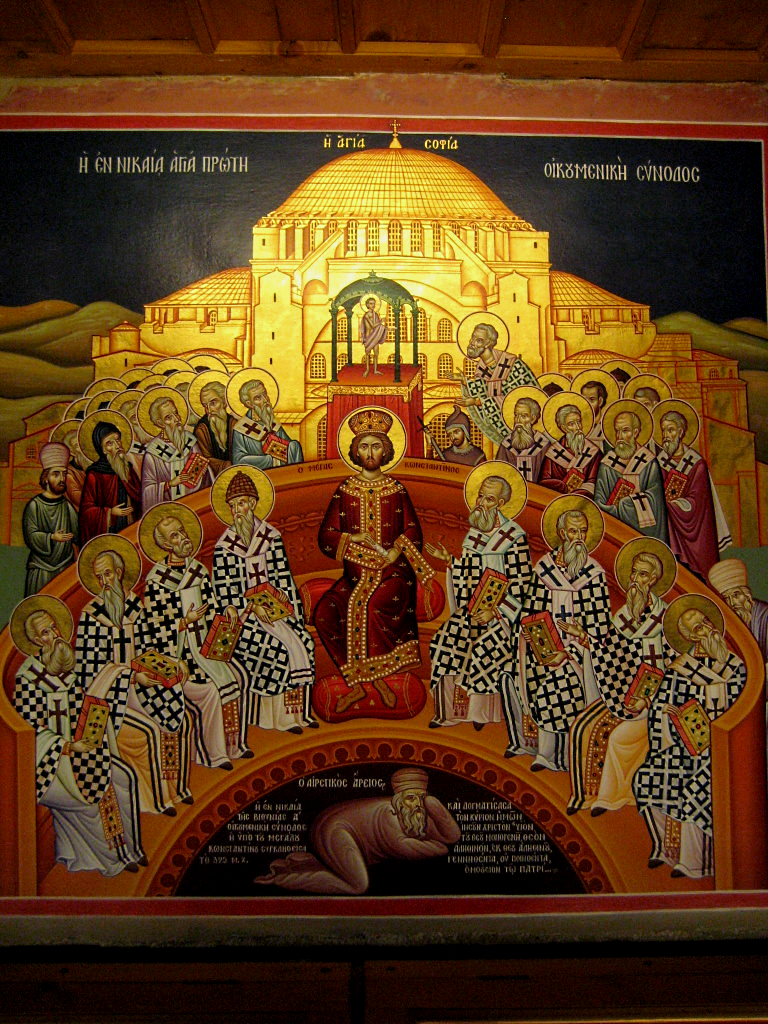
Primeiro Concílio Ecumênico de Niceia

O Primeiro Concílio de Niceia foi um concílio ecumênico da qual participaram importantes líderes da igreja da época, incluindo o imperador Constantino, visando debater temas importantes, principalmente o arianismo e a organização das igrejas.
No concílio, a doutrina ensinada por Ário e seus seguidores foi condenada como herética, iniciando mais de um século da chamada controvérsia ariana.
No Concílio de Niceia também se decidiu, pela primeira vez de forma clara, sobre a organização das igrejas de forma hierárquica, e sobre a ordenação dos padres e bispos.

## A Igreja primitiva
O termo Igreja Primitiva é utilizado para se referir a um período histórico do cristianismo e da Igreja entre 33 - 325. O termo Igreja Primitiva refere-se a instituição e cristianismo primitivo às suas doutrinas. Neste período a Igreja estava engajada em diversas discussões acerca dos conceitos cristãos. Inicialmente cinco cidades surgiram como importantes centros da igreja: Roma, Jerusalém, Antioquia, Alexandria e Constantinopla.
A expressão "Igreja" (com I maiúsculo), se refere à Igreja como um todo, "igreja" (com i minúsculo) se refere às comunidades de fé locais, essa distinção deve ser feita porque na Igreja Primitiva existia total unidade entre os cristãos como uma única Igreja Católica (que é Universal em grego), mas para se referir às comunidades cristãs locais se usa também o termo "igreja", como por exemplos as igrejas de Jerusalém, Roma e etc. A unidade da Igreja é comprovada já em Atos dos Apóstolos, no episódio do Concílio de Jerusalém, pois a igreja de Antioquia, de Corinto, de Éfeso mesmo estando separadas geograficamente, não são independentes, tendo de acatar a decisão do concílio como uma só Igreja (conciliarismo).

### História da instituição
A Igreja Primitiva passou a se nomear Católica (que significa "Universal"), ainda no século I, o termo foi utilizado pela primeira vez pelo Bispo Inácio de Antioquia, discípulo do apóstolo João, que provavelmente foi ordenado pelo próprio Pedro, alguns historiadores sugerem que os próprios apóstolos poderiam ter utilizado o termo para descrever a Igreja. O termo Católica invoca o princípio de que desde o começo a Igreja foi universal, aberta aos gentios, em 200 o termo já era comumente utilizado.
Em 64 ocorreria o Grande incêndio de Roma, o imperador romano Nero culparia os cristãos por este ato, e iniciaria a perseguição à Igreja, martirizando diversos cristãos notáveis tais como o Apóstolo Pedro.[carece de fontes?] A perseguição continuaria até 313 quando seria publicado o Édito de Milão pelos dois Augustos, o imperador ocidental Constantino, e Licínio, o imperador oriental. Este édito de tolerância permitiu aos cristãos ter completa liberdade para praticar sua religião sem ser molestado, iniciando-se a Paz na Igreja.